# Ksenia Dudnikova

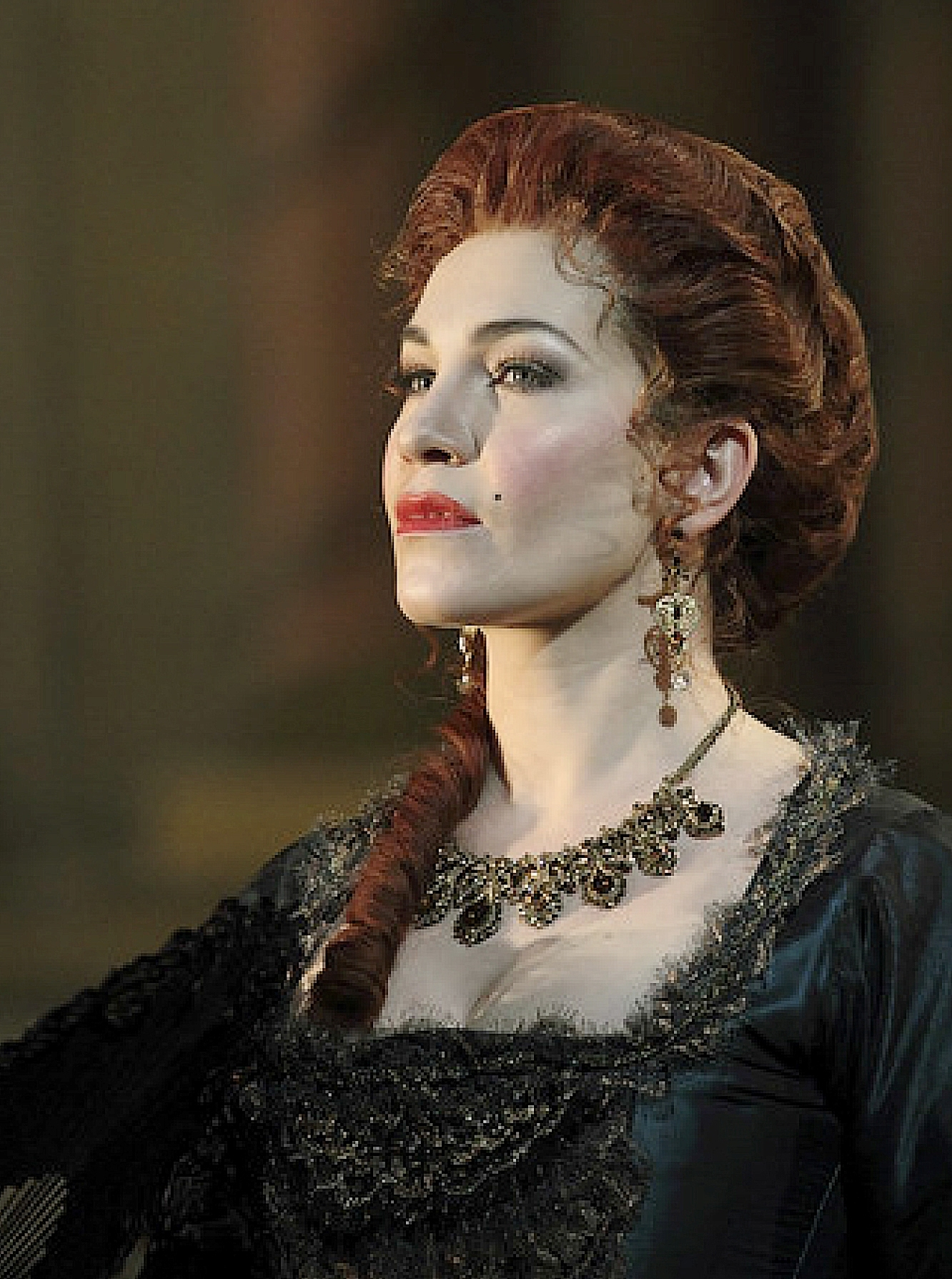
Ksenia Dudnikova als Prinzessin von Bouillon (2017)

Ksenia Dudnikova (geboren in Andijon, Usbekistan) ist eine usbekische Opernsängerin der Stimmlage Mezzosopran, die an bedeutenden Opernhäusern in ganz Europa auftritt.

## Leben und Werk
Ksenia Dudnikova wurde am Staatlichen Moskauer Konservatorium ausgebildet. Sie wurde an das Stanislawski- und Nemirowitsch-Dantschenko-Musiktheater engagiert und sang schnell Hauptrollen. Zu ihrem Repertoire der Anfangsjahre zählten die Marfa in Mussorgski Chowanschtschina und die Marina in dessen Boris Godunow, die Ljubascha in Rimski-Korsakows Zarenbraut, die Helene Besuchowa in Prokofejws Krieg und Frieden und drei Tschaikowsky-Partien, aber auch „westliche“ Rollen, wie die Amneris in Verdis Aida oder die Titelpartie in Bizets Carmen, die sie zuerst in Jekaterinburg sang, später auch in Moskau, Dresden, Paris und London. Ihre Interpretation der Amneris wurde für den renommierten russischen Theaterpreis Goldene Maske nominiert – in der Kategorie Beste weibliche Hauptdarstellerin.
Ab 2014 sang sie konzertant am Moskauer Bolschoi-Theater, später auch szenisch. Es folgten die Auslandsverpflichtungen, an das Opernhaus Zürich, das Royal Opera House Covent Garden in London, das Grand Théâtre de Genève und das Théâtre Royal de la Monnaie in Brüssel sowie 2017 zu den Salzburger Festspielen, wo sie die Sonyetka in Lady Macbeth von Mzensk übernahm. Es inszenierte Andreas Kriegenburg, es dirigierte Mariss Jansons. Sie ist auch eine gefragte Konzertsängerin, insbesondere für konzertante Aufführungen selten gespielter Opern – wie Glinkas Ein Leben für den Zaren, Prokofjews Semjon Kotko am Bolshoi oder die Titelpartie in Tschaikowskis Jungfrau von Orléans am Grand Théâtre de Genève. In Riga sang sie das Altsolo in Verdis Messa da Requiem, geleitet von Andris Poga, in Moskau das Altsolo im Stabat Mater von Lennox Berkeley, dirigiert von Gennady Rozhdestvensky.

## Rollen (Auswahl)
| Berlioz: - Marguerite in La damnation de Faust Bizet: - Titelpartie in Carmen Cilea: - La Principessa di Bouillon in Adriana Lecouvreur Donizetti: - Leonor de Guzmán in La favorita Glinka: - Vanya in Ein Leben für den Zaren (konzertant) Modest Mussorgski: - Marina in Boris Godunow - Marfa in Chowanschtschina Prokofjew: - Frosja in Semjon Kotko - Helene Besuchowa in Krieg und Frieden |  | Rimski-Korsakow: - Ljubawa Buslajewna in Sadko - Ljubascha in der Zarenbraut Saint-Saëns: - Dalila in Samson et Dalila Schostakowitsch: - Sonjetka in Lady Macbeth von Mzensk Tschaikowski: - Olga in Eugen Onegin - Titelpartie in der Jungfrau von Orléans (konzertant) - Polina in Pique Dame Verdi: - Maddalena im Rigoletto - Principessa d'Eboli in Don Carlo - Amneris in Aida |